# Pakistanische Cricket-Nationalmannschaft in Sri Lanka in der Saison 2014
Die Tour der pakistanischen Cricket-Nationalmannschaft nach Sri Lanka in der Saison 2014 fand vom 6. bis zum 30. August 2014 statt. Die internationale Cricket-Tour war Teil der internationalen Cricket-Saison 2014. Sie umfasste zwei Test Matches und drei ODIs. Sri Lanka gewann die Testserie 2-0 und die ODI-Serie 2-1. Im ersten Innings des zweiten Tests erzielte Sri Lankas Bowler Rangana Herath 9 Wickets, was das bisher beste Test-Ergebnis für einen Left-Arm-Bowler ist.

## Stadien
Die folgenden Stadien wurden für die Tour als Austragungsort vorgesehen und am 22. März 2014 bekanntgegeben.
| Stadion    | Stadt                                   | Kapazität | Spiele    |
| ---------- | --------------------------------------- | --------- | --------- |
| Colombo    | Sinhalese Sports Club Ground (SSC)      | 10.000    | 2. Test   |
| Dambulla   | Rangiri Dambulla International Stadium  | 16.800    | 3. ODI    |
| Galle      | Galle International Stadium             | 35.000    | 1. Test   |
| Hambantota | Mahinda Rajapaksa International Stadium | 35.000    | 1.&2. ODI |

## Kaderlisten
Pakistan benannte seinen Kader am 9. Juli 2014. Sri Lanka benannte seinen kader am 31. Juli 2014.
| Test | Test | ODI | ODI |
| Sri Lanka | Pakistan | Sri Lanka | Pakistan |
| --- | --- | --- | --- |
| - Angelo Mathews (K) - Lahiru Thirimanne (VK) - Upul Tharanga - Kaushal Silva - Kumar Sangakkara - Mahela Jayawardene - Niroshan Dickwella - Kithuruwan Vithanage - Rangana Herath - Dilruwan Perera - Shaminda Eranga - Dhammika Prasad - Chanaka Welagedara - Nuwan Pradeep - Dimuth Karunaratne - Binura Fernando | - Misbah-ul-Haq (K) - Ahmed Shehzad - Khurram Manzoor - Shan Masood - Azhar Ali - Younis Khan - Asad Shafiq - Umar Akmal - Sarfraz Ahmed (wk) - Saeed Ajmal - Abdul Rehman - Mohammad Talha - Junaid Khan - Rahat Ali - Wahab Riaz | - Angelo Mathews (K) - Lahiru Thirimanne (VK) - Tillakaratne Dilshan - Upul Tharanga - Kumar Sangakkara (wk) - Mahela Jayawardene - Dinesh Chandimal - Ashan Priyanjan - Lasith Malinga - Nuwan Kulasekara - Dhammika Prasad - Rangana Herath - Seekkuge Prasanna - Suraj Randiv - Thisara Perera | - Misbah-ul-Haq (K) - Ahmed Shehzad - Sharjeel Khan - Mohammad Hafeez - Sohaib Maqsood - Younis Khan - Shahid Afridi - Umar Akmal - Fawad Alam - Sarfraz Ahmed (wk) - Saeed Ajmal - Anwar Ali - Mohammad Irfan - Mohammad Talha - Junaid Khan - Zulfiqar Babar - Wahab Riaz |

## Tour Match
| 20. August Scorecard | Moratuwa | Sri Lanka Cricket Board President’s XI 325-7 (50)     | – | Pakistanis 290-8 (46.2) |
|                      |          | SLCB President’s XI gewinnen mit 13 Runs (D/L method) |   |                         |

## Tests

### Erster Test in Galle
| 6. – 10. August Scorecard | Galle | Pakistan 451 (140.5) & 180 (80.2) | – | Sri Lanka 533-9d (163.4) & 99-3 (16.2) |
|                           |       | Sri Lanka gewinnt mit 7 Wickets   |   |                                        |

Nach dem Test wurde der pakistanische Spin Bowler Saeed Ajmal von den Schiedsrichtern beim ICC auf Grund seiner Bowling-Technik gemeldet. Diese wurde nach weiteren Untersuchungen für illegal erklärt, da sein Arm eine zu starke Neigung beim Verlassen des Balls aufweist. Daraufhin wurde er vom ICC für das internationale Cricket gesperrt. Fünf Monate später wurden seine neu erlernten Techniken vom Weltverband freigegeben.

### Zweiter Test in Colombo (SSC)
| 14. – 18. August Scorecard | Colombo (SSC) | Sri Lanka 320 (98) & 282 (109) | – | Pakistan 332 (97) & 165 (52.1) |
|                            |               | Sri Lanka gewinnt mit 105 Runs |   |                                |

## One-Day Internationals

### Erstes ODI in Hambantota
| 23. August Scorecard | Hambantota | Sri Lanka 275-7 (45/45)        | – | Pakistan 277-6 (44.5/45) |
|                      |            | Pakistan gewinnt mit 4 Wickets |   |                          |

### Zweites ODI in Hambantota
| 26. August Scorecard | Hambantota | Sri Lanka 310-9 (50)          | – | Pakistan 233 (43.5) |
|                      |            | Sri Lanka gewinnt mit 77 Runs |   |                     |

Ursprünglich hätte dieses ODI in Colombo im Premadasa Stadium stattfinden sollen. Auf Grund von starken Regenfällen im Vorfeld wurde es jedoch kurzfristig nach Hambantota verlegt.

### Drittes ODI in Dambulla
| 30. August Scorecard | Dambulla | Pakistan 102 (32.1/48)          | – | Sri Lanka 104-3 (18.2/48) |
|                      |          | Sri Lanka gewinnt mit 7 Wickets |   |                           |

## Rücktritt
Vor der Tour erklärte der sri-lankische Batsmen Mahela Jayawardene, dass die Tests der Tour seine letzten seien werden.

## Statistiken
Die folgenden Cricketstatistiken wurden bei dieser Tour erzielt.
| Tests            | Tests      | Tests   | Tests   | Tests   | Tests   | Tests   | Tests   | Tests   |
| Batting          | Batting    | Batting | Batting | Batting | Batting | Batting | Batting | Batting |
| Spieler          | Mannschaft | Spiele  | Innings | Runs    | Average | HS      | 100s    | 50s     |
| ---------------- | ---------- | ------- | ------- | ------- | ------- | ------- | ------- | ------- |
| Kumar Sangakkara | Sri Lanka  | 2       | 4       | 323     | 80,75   | 221     | 1       | 1       |
| Sarfraz Ahmed    | Pakistan   | 2       | 4       | 265     | 88,33   | 103     | 1       | 3       |
| Younis Khan      | Pakistan   | 2       | 4       | 211     | 52,75   | 177     | 1       | 0       |
| Angelo Mathews   | Sri Lanka  | 2       | 4       | 198     | 99,00   | 91      | 0       | 1       |
| Upul Tharanga    | Sri Lanka  | 2       | 4       | 168     | 42,00   | 92      | 0       | 1       |
| Bowling          |            |         |         |         |         |         |         |         |
| Spieler          | Mannschaft | Spiele  | Overs   | Wickets | Average | BBI     | 5W      | 10W     |
| Rangana Herath   | Sri Lanka  | 2       | 123.4   | 23      | 15,13   | 9/127   | 3       | 1       |
| Junaid Khan      | Pakistan   | 2       | 68      | 9       | 27,33   | 5/87    | 1       | 0       |
| Dilruwan Perera  | Sri Lanka  | 2       | 89.5    | 9       | 34,88   | 5/137   | 1       | 0       |
| Saeed Ajmal      | Pakistan   | 2       | 144.1   | 9       | 40,11   | 5/166   | 1       | 0       |
| Wahab Riaz       | Pakistan   | 1       | 45      | 6       | 27,33   | 3/76    | 0       | 0       |

| ODIs               | ODIs       | ODIs    | ODIs    | ODIs    | ODIs    | ODIs    | ODIs    | ODIs    |
| Batting            | Batting    | Batting | Batting | Batting | Batting | Batting | Batting | Batting |
| Spieler            | Mannschaft | Spiele  | Innings | Runs    | Average | HS      | 100s    | 50s     |
| ------------------ | ---------- | ------- | ------- | ------- | ------- | ------- | ------- | ------- |
| Angelo Mathews     | Sri Lanka  | 3       | 3       | 182     | 91,00   | 93      | 0       | 2       |
| Mahela Jayawardene | Sri Lanka  | 3       | 3       | 156     | 52,00   | 67      | 0       | 2       |
| Fawad Alam         | Pakistan   | 3       | 3       | 130     | 65,00   | 62      | 0       | 1       |
| Ahmed Shehzad      | Pakistan   | 3       | 3       | 115     | 38,33   | 56      | 0       | 1       |
| Sohaib Maqsood     | Pakistan   | 3       | 3       | 105     | 52,50   | 89*     | 0       | 1       |
| Bowling            |            |         |         |         |         |         |         |         |
| Spieler            | Mannschaft | Spiele  | Overs   | Wickets | Average | BBI     | 5W      | 10W     |
| Thisara Perera     | Sri Lanka  | 3       | 18      | 9       | 10,66   | 4/34    | 0       | 0       |
| Wahab Riaz         | Pakistan   | 3       | 25      | 8       | 19,62   | 4/65    | 0       | 0       |
| Mohammad Hafeez    | Pakistan   | 3       | 18      | 4       | 17,75   | 3/39    | 0       | 0       |
| Rangana Herath     | Sri Lanka  | 3       | 21.1    | 4       | 23,25   | 2/38    | 0       | 0       |
| Lasith Malinga     | Sri Lanka  | 3       | 22.5    | 4       | 33,25   | 2/56    | 0       | 0       |

## Player of the Series
Als Player of the Series wurden die folgenden Spieler ausgezeichnet.
| Serie | Player of the Series |
| ----- | -------------------- |
| Test  | Rangana Herath       |
| ODI   | Thisara Perera       |

### Player of the Match
Als Player of the Match wurden die folgenden Spieler ausgezeichnet.
| Spiel   | Player of the Match |
| ------- | ------------------- |
| 1. Test | Rangana Herath      |
| 2. Test | Rangana Herath      |
| 1. ODI  | Sohaib Maqsood      |
| 2. ODI  | Thisara Perera      |
| 3. ODI  | Thisara Perera      |